# Sandie Richards
Sandie Richards (Jamaica, 6 de noviembre de 1968) es una importante atleta jamaicana (Atletismo), especialista en las pruebas de 400 m y relevo 4 x 400 metros, en las que ha logrado ganar numerosas medallas en competiciones internacionales.

## Carrera deportiva
Sus más importantes triunfos deportivos son la medalla de oro ganada en el mundial de Edmonton 2001 en 4 x 400 m, por delante de Alemania y Rusia, la plata en las Olimpiadas de Sídney 2000 (tras Estados Unidos y por delante de Rusia) y la plata en el mundial de Atenas 1997 en 400 metros lisos, tras la australiana Cathy Freeman y por delante de la estadounidense Jearl Miles Clark (bronce).